# Bieśnik (Zawory)
Bieśnik (niem. Hōllenberg) - szczyt ok. 650 m n.p.m. w południowo-zachodniej Polsce, w Sudetach Środkowych, w Górach Stołowych, w paśmie Zaworów.
Góra położona jest w północnej części Zaworów. Kończy krótki grzbiet o przebiegu równoleżnikowym, który na zachodzie, poprzez Chochoł i Drogosz, łączy się z Rogiem. U jego podnóża znajdują się Czartowskie Skały.
Masyw zbudowany jest z górnokredowych piaskowców i mułowców. Niższe partie zboczy od wschodu zbudowane są z piaskowców triasowych barwy czerwonej.
Masyw porośnięty lasem świerkowym. Na wierzchołku i na północnych zboczach liczne, rozległe polany.